# Collonges-la-Rouge
Collonges-la-Rouge är en kommun i departementet Corrèze i regionen Nouvelle-Aquitaine i de centrala delarna av Frankrike. Kommunen ligger  i kantonen Meyssac som tillhör arrondissementet Brive-la-Gaillarde. År 2022 hade Collonges-la-Rouge 478 invånare.

## Befolkningsutveckling
Antalet invånare i kommunen Collonges-la-Rouge
Referens:INSEE